# Ken’ichi Serada
Ken’ichi Serada (jap. 世良田 顕一, Serada Ken’ichi; * 20. Oktober 1973 in der Präfektur Fukuoka) ist ein ehemaliger japanischer Fußballspieler.

## Karriere
Serada erlernte das Fußballspielen in der Schulmannschaft der Tokai University Daigo High School. Seinen ersten Vertrag unterschrieb er 1992 bei den Kashima Antlers. Der Verein spielte in der höchsten Liga des Landes, der J1 League. 1996 wechselte er zum Ligakonkurrenten Cerezo Osaka. Für den Verein absolvierte er drei Erstligaspiele. Ende 1997 beendete er seine Karriere als Fußballspieler.

## Erfolge
Kashima Antlers
- J1 League

Vizemeister: 1993
- Kaiserpokal

Finalist: 1993